# アラン・モーリー
| エポナ                   | 1986年11月27日 |
| エニラック               | 1987年4月2日   |
| フレール・バジール       | 1986年9月1日   |
| ジェーンシック[1]        | 1988年7月12日  |
| タラニス                 | 1986年9月2日   |
| ベレヌス                 | 1990年1月21日  |
| トログルリ               | 1987年4月1日   |
| 1 共同発見者: J. Mueller |                |

アラン・モーリー（Alain J. Maury）はフランスの天文家。
モーリー彗星（115P/Maury）やモーリー・フィニー彗星（C/1988 C1, Maury-Phinney）を発見した。またアポロ群のエポナやアモール群のベレヌス、タラニスといった複数の小惑星も発見している。
OCA-DLR小惑星サーベイにかつて参加していた。2003年からはサンペドロ・デ・アタカマ近郊で妻の Alejandra と共に自らの天文台を運用している。
小惑星(3780) モーリーは彼の名に因んでつけられた。